# 葉廷珪 (宋朝)
葉廷珪（?—?），亦作葉庭珪，字嗣忠，號翠巖。宋代甌寧（今福建建甌）人，政治人物。
喜讀書，好借書，動輒抄錄。徽宗政和五年（1115年）進士，初授武邑丞，因支援燕山之役有功，後任德興知縣。楚帝張邦昌有詔至，不拜。高宗紹興年間任福清知縣，後召為太常寺丞。叶颙、陈俊卿、黄祖舜、郑丙等人皆出其门。升遷為兵部郎中，因與秦檜不合，紹興十八年（1148年），擔任泉州軍州事，后移漳州，二十二年（1152年）放罢。著有《南蕃香錄》一卷（今不存，散作見於陈敬编的《香谱》）、《海錄碎事》二十二卷。